# Torre Vasco da Gama
La Torre Vasco da Gama è una torre di acciaio alta 145 metri, che si trova a Lisbona  nel Parco delle Nazioni.
La torre, intitolata al famoso esploratore portoghese Vasco da Gama, rappresenta la vela di una caravella e venne realizzata in occasione dell'Expo '98 su progetto dall'architetto Regino Cruz. In cima alla torre si trova un ristorante con vista panoramica sul fiume Tago e sulla città di Lisbona, che venne chiuso insieme al punto di osservazione della torre nell'ottobre 2004. È una delle torri scalate da Alain Robert.